# Volzia
Volzia is een geslacht van sponsdieren uit de klasse van de Demospongiae (gewone sponzen).

## Soorten
- Volzia albicans (Volz, 1939)
- Volzia azzaroliae (Sarà, 1978)
- Volzia rovignensis (Volz, 1939)